# Mozga drobna
Mozga drobna (Phalaris minor Retz.) – gatunek rośliny zielnej z rodziny wiechlinowatych. Występuje w południowej Europie, południowo-zachodniej Azji oraz w północnej Afryce. Jako introdukowany także w Europie Środkowej, w obu kontynentach amerykańskich, w południowej Afryce, wschodniej Azji, Australii i Nowej Zelandii. W Polsce pojawia się przejściowo – ma status efemerofitu.

## Morfologia

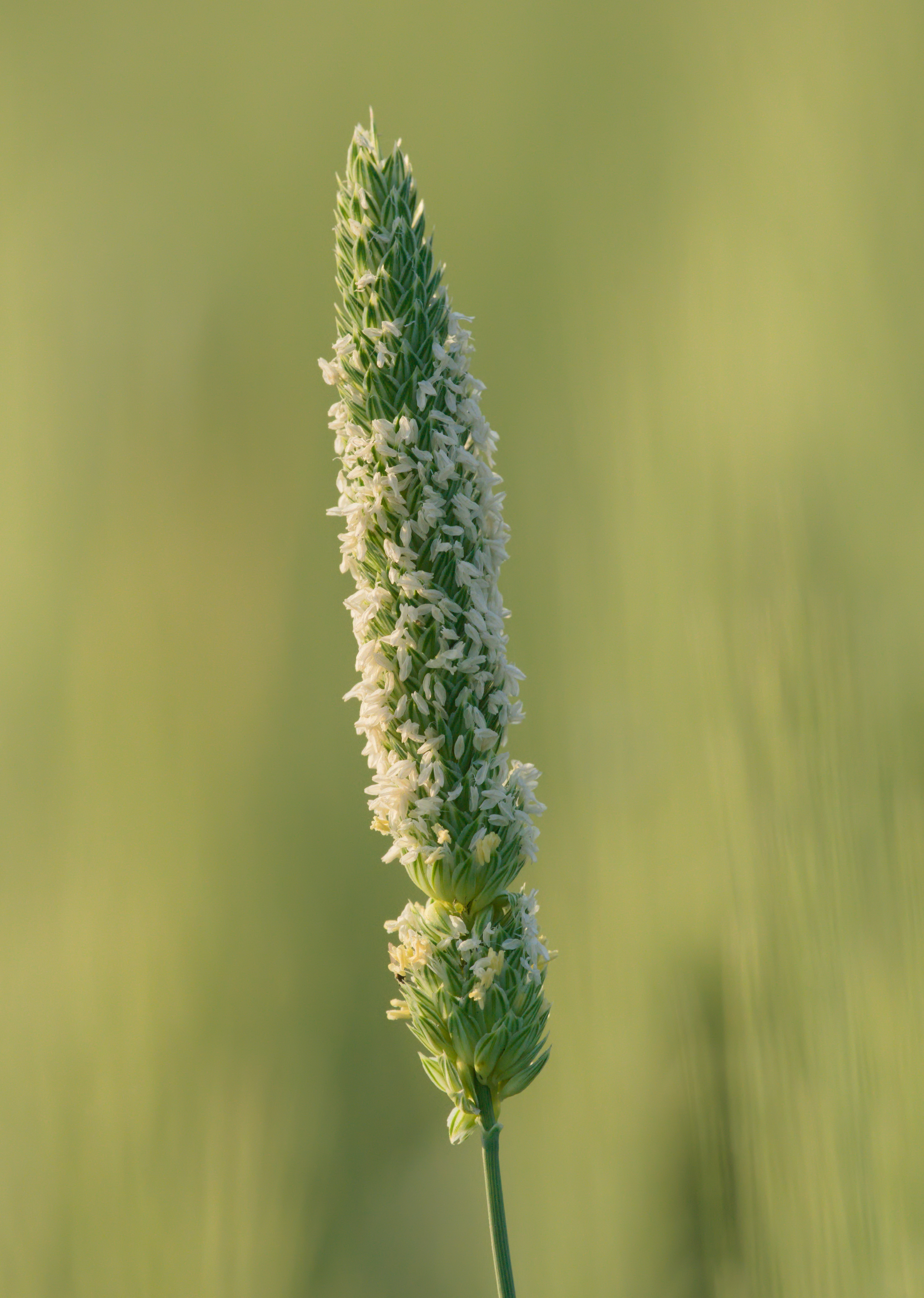
Kwiatostan

ŁodygaRośnie do 1,8 m.
KwiatostanKrótki, kłosokształtny, o ostro zakończonym czubku.
OwocZiarniak.

## Zastosowanie
Używana w celach paszowych w hodowli trzody chlewnej i ptactwa. Szkodliwa dla niektórych ssaków, dlatego potencjalnie uznawana jest za zanieczyszczenie upraw.